# جوردن ميلر (لاعب كرة قدم أمريكية)
جوردن ميلر (بالإنجليزية: Jordan Miller)‏ هو لاعب كرة قدم أمريكية أمريكي، ولد في 1 فبراير 1988 في ناشفيل في الولايات المتحدة.

## وصلات خارجية
- جوردن ميلر على موقع مرجع كرة القدم المحترفة.كوم (الإنجليزية)